# فیدس

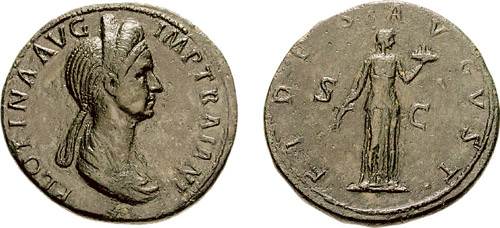
سکه پومپیئا پلوتینا و تصویر جشن فیدس بر پشت آن.

فیدِس یا فیدِس پوبلیکا، در اساطیر روم و دین رومی، الهه اعتماد بود.

## معرفی
فیدس، یا فیدس پوبلیکا، تجسم تعهد و وفاداری در اساطیر روم باستان به شمار می‌آمد. کیش این خدابانو، بسیار کهن بود و گفته می‌شود که بنیانگذار این کیش، نوما پومپیلیوس، دومین پادشاه روم، بود. تصویر فیدس، از جمله بر سکه‌های دومینیتی مربوط به سالهای ۸۱ تا ۹۶ میلادی درج شده که نمونه‌هایی از آن در موزه ناسیونال رومانو واقع در رم نگهداری می‌شود.

## شرح
معبد او در کاپیتول، مکانی بود که در آن سنای روم عهد و پیمان‌های دولتی این کشور با کشورهای خارجی را نگهداری می‌کرد، چراکه معروف بود که فیدس در این مکان(معبد خویش) آنها را محافظت خواهد کرد. فیدس همچنین با نام فیدس پابلیکا پوپولی رومانی، به معنای: نماد اعتماد مشترک مردم روم، یا: نماد اعتماد عموم مردم روم، نیز مورد پرستش قرار می‌گرفت. او را به صورت زن جوانی توصیف کرده‌اند که تاجی از جنس شاخه‌های زیتون بر سر گذاشته، و با یک فنجان یا یک لاک‌پشت همراه است، یا پرچم نظامی در دست گرفته‌است. وی همچنین پوشش یا حجاب یا چادر سفید رنگی در بر دارد؛ و کشیش یا کاهن مخصوص [معبد] او نیز، همین جامه سفید را در بر می‌کند، تا پیوند و اتصال خود را به بالاترین خدای بهشت یا آسمان، یعنی ژوپیتر و دیوس فیدوس نشان دهد.

## جشن
دومین شهریار رم، نوما پومپیلیوس، جشنواره‌ای سالانه را که به فیدس اختصاص داشت، برپا می‌نمود و طی این جشن، مقرر کرده بود که کشیش‌ها یا کاهنان بزرگ (سه نفر کاهنی که فلامینز مایورس خوانده می‌شدند)، در ارابه طاقدار ویژه‌ای که توسط دو اسب کشانیده می‌شد بنشینند و به نیایشگاه او ملحق شوند. آنان برای آن که نشان دهند که به‌طور مطلق به ایزدبانو فیدس تعلق دارند، ناگزیر بودند که سر خود را پوشانیده و همچنین دست راست خویش را دو پوششی بپیچند و اینگونه به معبد خدمت نمایند.
معبد فیدس در تپه کاپیتولین قرار داشت. معادل یونانی او پیستیس نامیده می‌شد.